# Lago Nero (Piacenza)
Il lago Nero è un piccolo lago dell'Appennino piacentino situato in provincia di Piacenza, nel comune di Ferriere.

## Bibliografia

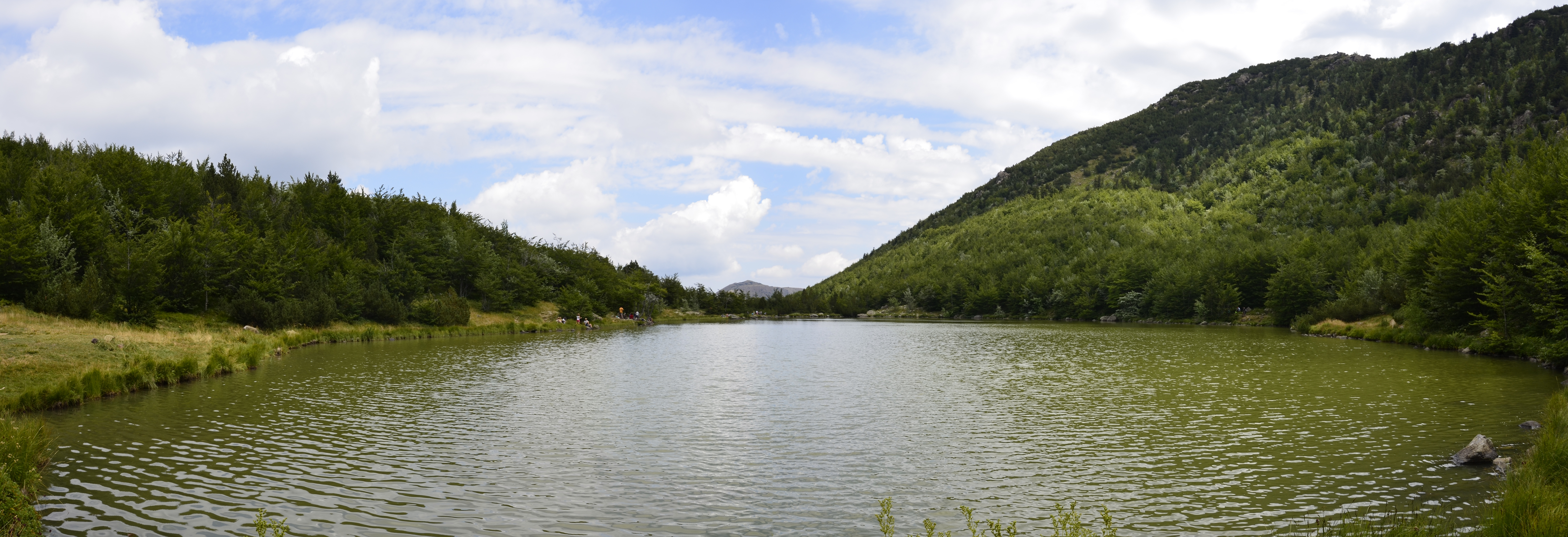
Il lago Nero visto da sud-ovest.

## Descrizione
Il lago si trova sul fondo di una conca glaciale a occidente del Monte Nero e a nord-est del Monte Bue alla quota di 1540 m s.l.m., nella parte più alta del bacino del torrente Nure, che ha origine dal lago stesso.
Il lago è di forma allungata in direzione nord-est/sud-ovest, è lungo circa 200 m, largo circa 80 m ed ha una profondità massima di circa 2,5 m. È da notare che il lago non è affatto nero (il nome deriva dal monte Nero che lo sovrasta), anzi ha un aspetto decisamente verde, riflettendo la fitta vegetazione da cui è interamente circondato. Essendo situato ad alta quota, il lago è ghiacciato nel periodo invernale, spesso anche da novembre fino ad aprile.

## Escursioni
Il lago Nero si può raggiungere con il sentiero enumerato 007, che si diparte verso destra dalla strada statale 654 della Val di Nure circa due chilometri a monte di Selva (frazione di Ferriere a circa 6 km dal capoluogo comunale) in direzione Chiavari; successivamente si imbocca il sentiero 011 deviando a sinistra. Inoltre, è raggiungibile imboccando il sentiero 001 con partenza dal passo dello Zovallo, situato sempre sulla strada statale 654 a circa 16 km da Ferriere, al confine con il comune di Bedonia (PR).